# 홍공
홍공(弘恭, ? ~ ?)은 전한 후기의 환관으로, 패군 사람이다.

## 생애
젊을 때 죄를 지어 궁형을 받았고, 중황문(中黃門)이 된 후 중상서(中尙書)에 발탁되었다. 선제(宣帝) 때 중서령(中書令)이 되었고, 중서복야(中書僕射) 석현과 함께 유능하다고 칭송받았다.
원제를 보필한 소망지와 대립하여, 소망지를 자결하게 하여 환관의 지배체제를 유지하였다.
원제가 즉위하고 나서 몇 년 후, 숨을 거두었다.

## 출전
- 반고, 《한서》 권78 소망지전(蕭望之傳) · 권93 영행전(佞幸傳)